# Unzen (Nagasaki)
Unzen (雲仙市 Unzen-shi?) es una ciudad situada en la Prefectura de Nagasaki, Japón, en el extremo norte de la península de Shimabara, frente a la bahía de Ariake en el este del Monte Unzen al sur.
En marzo de 2008, la ciudad contaba con una población estimada de 48.123 y un densidad de población de 233 personas por km². La superficie total es de 206,92 km².
La ciudad moderna de Unzen, se estableció el 11 de octubre de 2005, tras la fusión de las ciudades de Aino, Azuma, Chidiwa, Kunimi, Minamikushiyama, Mizuho y Obama (todas del distrito de Minamitakaki).

## Turismo
Las aguas termales Obama Onsen se encuentran en la ciudad de Unzen. El poeta Saito Mokichi escribió un verso acerca de la belleza de estos baños termales.